# Bund der Eichsfelder Vereine in der Fremde
Der Bund der Eichsfelder Vereine in der Fremde e. V. war die Dachorganisation der Eichsfelder Vereine in der Fremde. Er wurde am 31. Juli 1910 in Herne gegründet und am 29. August 2015 in Gernrode aufgelöst.

## Geschichte
Die vom Eichsfeld kommenden und in der Fremde – meist aus Arbeitsgründen – sesshaft gewordenen Eichsfelder Landsleute gründeten Eichsfelder Vereine, um so einen besseren Zusammenhalt untereinander zu erreichen. Nachdem schon im Jahre 1908 in Essen und 1909 in Dortmund die Vereine des Industriegebietes Eichsfelder Treffen abhielten, wurde der Wunsch nach Bildung einer Dachorganisation immer dringlicher. Am 31. Juli 1910 wurde dann in Herne der „Bund der Eichsfelder Vereine e.V.“ gegründet. Es waren die Landsleute Karl Claus (Herne), Adolf Hartleib (Düsseldorf), Georg Heddergott (Dortmund), Josef Hundeshagen (Herne) und Jakob Trümper (Düsseldorf), die den Beschluss zur Gründung herbeiführten. Die Gründung des Bundes war Impuls dafür, dass sich schnell weitere Vereine etablierten.
Traditionelle Veranstaltungen des Bundes der Eichsfelder Vereine sind in jedem Jahr die Krippenandacht in der Franziskuskirche in Recklinghausen-Stuckenbusch am zweiten Sonntag im Januar sowie die große Wallfahrt der katholischen Eichsfelder in der Fremde zum Marienwallfahrtsort Bochum-Stiepel am Dreifaltigkeitssonntag (Sonntag nach Pfingsten). In regelmäßigen Abständen – mindestens alle zwei Jahre – finden Eichsfelder Heimattreffen statt. Diese sind heute meist mit den alle zwei Jahre im Eichsfeld stattfindenden Eichsfeldtagen verbunden. Die Delegierten der einzelnen Eichsfelder Vereine treffen sich alle zwei Jahre auch zur Delegiertentagung. Die Delegiertentagung ist das oberste Beschlussorgan des Bundes der Eichsfelder Vereine. Sie wählt u. a. auch den Bundesvorstand. Die Delegiertentagungen fanden im und außerhalb des Eichsfeldes statt und waren der Anlass zur Durchführung der Eichsfelder Heimattage. Darüber hinaus bildete die Wallfahrt der Eichsfelder insbesondere aus dem westdeutschen Raum nach Bochum-Stiepel seit 1923 eine eigene Wallfahrtstradition, da sie nicht mehr regelmäßig ins Eichsfeld reisen konnten.
Sein 100-jähriges Bestehen feierte der Bund der Eichsfelder Vereine im Jahr 2010 im Rahmen der Eichsfeldtage im August in Teistungen und Gerblingerode im Eichsfeld. Zu diesem Anlass ist auch eine umfangreiche Festschrift zur Geschichte der Eichsfelder Vereine in der Fremde erschienen.
Um die Verbindung zwischen dem Eichsfeld und den Landsleuten in der Fremde zu festigen, war eine Heimatzeitschrift erforderlich und die als Eichsfelder Heimatzeitschrift vom Verein herausgegeben wurde. Später wurde sie vom Landschafts-, Heimat- und Verkehrsverband Eichsfeld in Duderstadt und schließlich vom Verlag Mecke in Duderstadt herausgegeben. Sie war eine wichtige Informationsquelle zwischen den Eichsfeldern in Heimat und in der Fremde. Am Jahresende 2021 wurde das Erscheinen der Zeitschrift eingestellt.
Im Jahr 2015 hat sich der Bund Eichsfelder Vereine auf der Delegiertentagung des Bundesvorstandes aufgelöst.

## Eichsfelder Vereine
Einst umfasste der Bund der Eichsfelder Vereine einmal deutschlandweit 80 Vereine in Städten (außerhalb des Eichsfeldes):
| - Essen (Gründungsjahr 1892) - Berlin (1896) - Hannover (1896) - Erfurt (1900) - Gelsenkirchen (1901) - Hamburg (1903) - Herne (1905) - Dortmund (1906) - Düsseldorf (1906) - Bochum (1908) - Halle an der Saale (1908) - Köln (1908) - Münster (1908) - Leipzig (1908) - Bremen (1910) - Hannover-Döhren (1910) - Frankfurt am Main (1911) - Neheim-Hüsten (1911) - Nordhausen (1911) - Kassel (1912) - Magdeburg (1912) - Witten an der Ruhr (1921) - Bottrop (1922) - Hamm in Westfalen (1922) - Paderborn (1923) - Buer in Westfalen (1924) - Gladbeck (1924) - Hamborn am Rhein (1924) - Hattingen (1924) - Castrop-Rauxel (1924) - Lippstadt in Westfalen (1924) - Menden in Westfalen (1924) - Recklinghausen in Westfalen (1924) - Schlebusch bei Köln (1924) - Herne-Sodingen (1924) - Gelsenkirchen-Buer (1924) - Leverkusen-Wiesdorf (1924) - Braunschweig (1925) - Duisburg (1925) - Fulda (1925) | - Gotha (1925) - Hildesheim (1925) - Bochum-Langendreer (1925) - Dortmund-Marten (1925) - Haspe (1925) - Krefeld (1926) - Hagen (1926) - Altona (1927) - Bad Salzuflen (1927) - Unna in Westfalen (1927) - Wanne-Eickel (1927) - Berlin-Schöneberg (1928) - Sundern (1928) - Oberhausen (1928) - Celle (1929) - Essen-Süd (1930) - Merseburg (1930) - Zschernowitz (1930) - Schötmar in Lippe (1931) - Essen-West (1932) - Hemer bei Iserlohn (1932) - Hildesheim-Moritzberg (1933) - Osnabrück (1933) - Bochum-Gerthe (1934) - Altenessen-Karnap (1935) - Bielefeld (1935) - Korbach in Waldeck (1935) - Rheine in Westfalen (1935) - Weimar (1938) - Mühlhausen (1939) - Offenburg (1952) - Bonn (1954) - Sprockhövel (1954) - Bigge im Sauerland (1955) - Werne an der Lippe (1955) - Hannovers-Münden (1955) - Göttingen (1955) - Mannheim (1964) - Angerstein-Neubösekendorf (1970) - Werratal (1980) |

Einen Eichsfelder Verein gab es sogar in
- Kansas City (Missouri, gegründet um 1939)

Heute bestehen noch 12 Eichsfelder Vereine in
- Angerstein-Neubösekendorf
- Berlin
- Bochum
- Dortmund
- Düsseldorf
- Essen
- Göttingen
- Kassel
- Köln
- Mannheim
- Neheim-Hüsten
- Wanne-Eickel.

## Bundesvorsitzende
Bundesvorsitzende des Bundes der Eichsfelder Vereine waren
- Karl Klaus (Herne, 1910–1913)
- Josef Hundeshagen (Herne, 1913–1923)
- Michael Siebert (Gelsenkirchen, 1923–1937)
- Josef Hillmann (Münster, 1937–1949)
- Adolf Oberthür (Düsseldorf, 1949–1964)
- Hans Heddergott (Dortmund, 1964–1969)
- August Morick (Wanne-Eickel, 1969–1970)
- Willi Schliesing (Essen, 1970–1987) und
- Erich Anhalt (Dortmund, 1987–2015)